# سیارک ۱۰۷۱۷
سیارک ۱۰۷۱۷ (به انگلیسی: 10717 Dickwalker، نامگذاری:1983XC) ده هزار و هفتصد و هفدهمین سیارک کشف شده‌است که در ۱ دسامبر ۱۹۸۳ کشف شد.